# 風箏 (畢業歌專輯)
《風箏》為台灣第1張《高中原創畢業歌合輯》，收錄全國15所高中的畢業歌曲，並共同創作出同名主打歌《風箏》。

## 收錄歌曲
- 大合唱歌曲：《風箏》
- 建國中學《那個夏天》
  - 演唱者：林正
  - 作曲者：林正、徐尉翔
- 北一女中《親愛的》
  - 演唱者：鄭宇伶
  - 作曲者：鄭宇伶、陳彥利
- 松山高中《Ever After》
  - 演唱者：吳順涵
  - 作曲者：吳順涵、吳昱陞、陳萱
- 台南女中《默.契》
  - 演唱者：劉淑芬
  - 作曲者：李奕箴、劉淑芬
- 中山女高《片刻綺想》
  - 演唱者：陳俐安
  - 作曲者：陳俐安、顏君儒、張家溱、洪儀婷
- 竹東高中《別.離》
  - 演唱者：邱笠榕
  - 作曲者：陳儀儒
- 嘉義女中《起飛》
  - 演唱者：何雨樵、林佳楨、陳諭瑋
  - 作曲者：何雨樵、涂薾勻、章原榕
- 屏東女中《請.記得》
  - 演唱者：劉伃芳、洪竹庭
  - 作曲者：鍾智鈞、黃于容
- 台中一中《離...別》
  - 演唱者：江雋喆
  - 作曲者：江雋喆
- 台南一中《最後》
  - 演唱者：劉佳銘
  - 作曲者：林子勤、陳怡蓁
- 南湖高中《再一次相見》
  - 演唱者：陳信宏
  - 作曲者：陳信宏、朱宸
- 新竹高中《傳說》
  - 演唱者：趙國宏、蔣承浩
  - 作曲者：馬萱、蕭瑋德、朱翊維
- 鳳新高中《無可取代的美麗》
  - 演唱者：蘭馨
  - 作曲者：蘭馨、傅柔瑄、唐心屏
- 嘉義高中《飛翔》
  - 演唱者：吳建綸
  - 作曲者：羅介伶、童玉琳
- 花蓮女中《十八歲》
  - 演唱者：王思涵
  - 作曲者：洪千棋、黃盈瑄